# Raccordement de Viroflay
Le raccordement de Viroflay est une courte ligne de chemin de fer qui relie, sur le territoire de Viroflay (Yvelines), deux des lignes permettant de desservir Versailles au départ de Paris, une par la rive droite de la Seine au départ de la capitale, l'autre par la rive gauche. Il permet aux trains en provenance de La Défense de se rendre à Versailles-Chantiers et Saint-Quentin-en-Yvelines. La position de ce raccordement est telle que les trains qui l'empruntent ne peuvent desservir aucune des gares de Viroflay.

## Histoire
La ligne est le fruit du projet d'un ingénieur des ponts et chaussées, Antoine Joseph Chrétien Defontaine. Il proposait de joindre la ligne de Versailles par la rive droite à celle de Saint-Germain, ce qui limitait les expropriations, coûteuses, et restreignait également la rampe à une valeur de 5 mm/m, au prix d'un parcours un peu plus long.
Une loi du 13 mai 1851 autorise la concession de la ligne de Versailles à Rennes à Messieurs Peto, Betts, Brassey, Geach, Fox, Henderson et Stokes. Cette loi valide aussi le rachat de la compagnie du chemin de fer de Paris à Versailles par les mêmes personnes. Cette même loi concède le raccordement de Viroflay entre les deux lignes desservant Versailles depuis Paris. Les modalités de concession sont précisées dans une convention signées les 30 juin et 1er juillet 1851 entre les concessionnaires et le ministre des Travaux publics. Cette convention est approuvée par un décret le 16 juillet suivant.

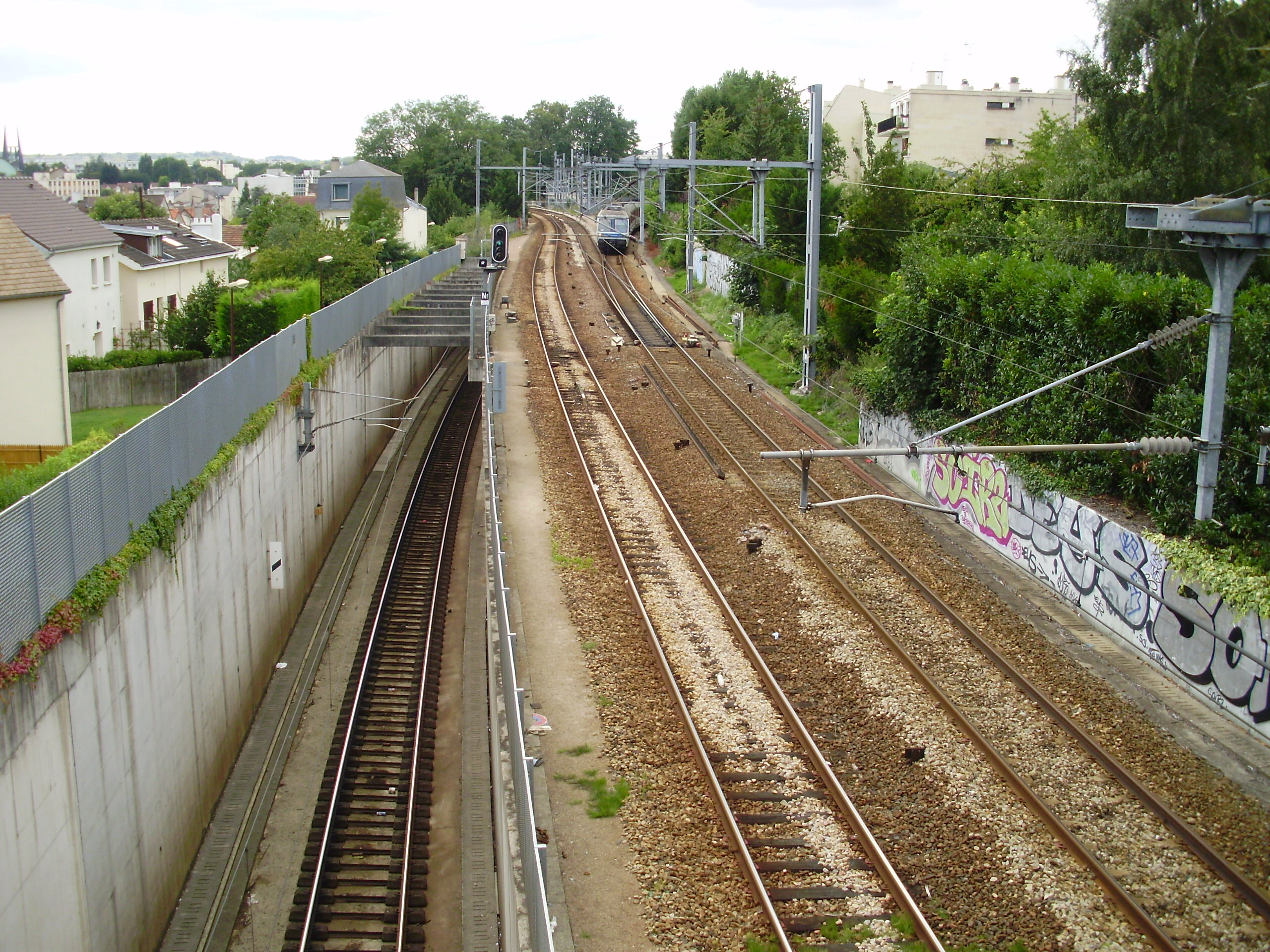
Saut-de-mouton de Viroflay.

La Compagnie du chemin de fer de l'Ouest est constituée par un acte daté des 20 et 26 janvier 1852. Elle est autorisée le 27 janvier par un décret qui entérine sa substitution aux concessionnaires initiaux.
Pour la mise en place de la liaison entre Saint-Quentin-en-Yvelines et La Défense, un saut-de-mouton a été construit à l'est de la gare de Viroflay-Rive-Droite. Il permet d'éviter le cisaillement des circulations des trains à destination de Versailles-Rive-Droite avec ceux en provenance de Saint-Quentin-en-Yvelines.

## Installations
Il comporte une section de séparation au PK 20,4 entre le 25 kV du réseau Saint-Lazare et le 1500 V qui alimente la ligne du réseau Montparnasse.
Il traverse Viroflay et la D 10 par le viaduc de Viroflay. La ligne 6 du tramway d'Île-de-France, ici en tunnel, passe sous ce raccordement, légèrement à l'ouest du viaduc, dans son parcours reliant les deux gares de Viroflay.
La vitesse limite sur le raccordement en 2012 est de 90 km/h pour tous les types de trains.